# Чемпіонат Південної Америки з легкої атлетики 2021
Чемпіонат Південної Америки з легкої атлетики 2021 був проведений 29-31 травня в Гуаякілі на стадіоні «Модело Альберто Спенсер».
Первісно чемпіонат планувався до проведення у Буенос-Айресі, проте був перенесений до Гуаякіля через несприятливу ситуацію з пандемією коронавірусної хвороби в Аргентині.
Південноамериканська континентальна першість проводилася в Еквадорі вдруге за сторічну історію цих змагань. Вперше Еквадор приймав чемпіонат у 1969. Містом-господарем тоді виступив Кіто.

## Призери

### Чоловіки
| Дисципліни                | Золото                                                                                          | Золото     | Срібло                                                                              | Срібло     | Бронза                                                                     | Бронза     |
| ------------------------- | ----------------------------------------------------------------------------------------------- | ---------- | ----------------------------------------------------------------------------------- | ---------- | -------------------------------------------------------------------------- | ---------- |
| 100 метрів                | Феліпе Барді Бразилія                                                                           | 10,10w     | Емануель Арчибальд Гаяна                                                            | 10,23w     | Дерік Сілва Бразилія                                                       | 10,35w     |
| 200 метрів                | Феліпе Барді Бразилія                                                                           | 20,49      | Лукас Вілар Бразилія                                                                | 20,62      | Андерсон Маркінес Еквадор                                                  | 20,63      |
| 400 метрів                | Келвіс Падріно Венесуела                                                                        | 45,82      | Лукас Карвалью Бразилія                                                             | 46,31      | Рауль Ернан Менья Педроса Колумбія                                         | 46,58      |
| 800 метрів                | Тьягу Андре Бразилія                                                                            | 1.45,62    | Давід Джонатан Родрігес Осорно Колумбія                                             | 1.47,01    | Раян Ігнайкер Лопес Парра Венесуела                                        | 1.47,78    |
| 1500 метрів               | Тьягу Андре Бразилія                                                                            | 3.37,92    | Федеріко Бруно Аргентина                                                            | 3.38,25    | Сантьяго Катрофе Уругвай                                                   | 3.38,67    |
| 5000 метрів               | Алтобелі Сантос да Сілва Бразилія                                                               | 13.51,81   | Карлос Діас Чилі                                                                    | 13.52,63   | Юрі Лавра Перу                                                             | 13.55,84   |
| 10000 метрів              | Даніел ду Насіменту Бразилія                                                                    | 29.18,06   | Ніколас Куестас Уругвай                                                             | 29.38,72   | Мартін Куестас Уругвай                                                     | 29.47,82   |
| 110 метрів з бар'єрами    | Рафаель Енріке Кампус Перейра Бразилія                                                          | 13,35      | Йохан Чаверра Колумбія                                                              | 13,53      | Маркос Еррера Еквадор                                                      | 13,77      |
| 400 метрів з бар'єрами    | Махау Сугиматі Бразилія                                                                         | 51,25      | Кевін Міна Колумбія                                                                 | 51,39      | Андрес Сілва Уругвай                                                       | 51,42      |
| 3000 метрів з перешкодами | Алтобелі Сантос да Сілва Бразилія                                                               | 8.34,17    | Карлос Андрес Сан Мартін Колумбія                                                   | 8.34,32    | Маріо Басан Перу                                                           | 8.36,71    |
| 4×100 метрів              | БразиліяЕрік Кардозу Феліпе Барді Дерік Сілва Бруно ді Баррус                                   | 39,10      | КолумбіяДжоні Рентерія Джон Едвард Паредес Перласа Андрес Паласіос Арновіс Дальмеро | 39,65      | ГаянаДжеремі Баском Емануель Арчибальд Акім Стюарт Ноулекс Голдер          | 40,02      |
| 4×400 метрів              | БразиліяБруно ді Баррус Лукас Карвалью Жуан Енріке Фалкау Кабрал Педру Луїс Бурманн ді Олівейра | 3.04,25    | КолумбіяКевін Міна Рауль Ернан Мена Педроса Ніколас Салінас Сефаїр Андрес Сімон     | 3.08,15    | ЕквадорЕдісон Акунья Алан Мінда Мігель Анхель Мальдонадо Андерсон Маркінес | 3.13,74    |
| Ходьба 20000 метрів       | Андрес Чочо Еквадор                                                                             | 1:24.18,94 | Джон Алешандер Кастаньєда Колумбія                                                  | 1:24.32,06 | Йонатан Аморес Каруа Еквадор                                               | 1:24.49,13 |
| Стрибки у висоту          | Фернанду Феррейра Бразилія                                                                      | 2,29       | Тьягу Жуліу Соуза Альфано Моура Бразилія                                            | 2,23       | Карлос Лейой Аргентина                                                     | 2,17       |
| Стрибки з жердиною        | Херман К'яравільйо Аргентина                                                                    | 5,55       | Діандер Пачо Еквадор                                                                | 5,30       | Абел Куртінове Бразилія                                                    | 5,20       |
| Стрибки в довжину         | Арновіс Дальмеро Колумбія                                                                       | 7,94       | Емільяно Ласа Уругвай                                                               | 7,94       | Алешандру Мелу Бразилія                                                    | 7,93       |
| Потрійний стрибок         | Алешандру Мелу Бразилія                                                                         | 16,97      | Леодан Торреальба Венесуела                                                         | 16,89w     | Мігель ван Ассен Суринам                                                   | 16,73w     |
| Штовхання ядра            | Велінгтон Мораїс Бразилія                                                                       | 19,87      | Насарено Сасія Аргентина                                                            | 19,79      | Ігнасіо Карбальйо Аргентина                                                | 19,51      |
| Метання диска             | Лукас Нерві Чилі                                                                                | 63,18      | Алан Крістіан де Фалкі Бразилія                                                     | 61,16      | Веллінтон Фернандеc да Крус Філью Бразилія                                 | 59,55      |
| Метання молота            | Умберто Мансілья Чилі                                                                           | 75,83      | Габрієль Кер Чилі                                                                   | 75,18      | Хоакін Гомес Аргентина                                                     | 71,32      |
| Метання списа             | Арлей Ібаргуен Колумбія                                                                         | 75,62      | Біллі Хуліо Лопес Колумбія                                                          | 75,53      | Педро Енріке Родрігес Бразилія                                             | 73,57      |
| Десятиборство             | Енді Пресіадо Еквадор                                                                           | 8004 CR    | Феліпе дус Сантус Бразилія                                                          | 7960       | Хеорні Хармільйо Венесуела                                                 | 7613       |

### Жінки
| Дисципліни                | Золото                                                                                   | Золото           | Срібло                                                                                  | Срібло     | Бронза                                                                                          | Бронза     |
| ------------------------- | ---------------------------------------------------------------------------------------- | ---------------- | --------------------------------------------------------------------------------------- | ---------- | ----------------------------------------------------------------------------------------------- | ---------- |
| 100 метрів                | Віторія Крістіна Роза Бразилія                                                           | 11,31            | Марісоль Ландасурі Еквадор                                                              | 11,39      | Жасмін Абрамс Гаяна                                                                             | 11,50      |
| 200 метрів                | Віторія Крістіна Роза Бразилія                                                           | 23,10            | Марісоль Ландасурі Еквадор                                                              | 23,35      | Ана Кароліна Азеведу Бразилія                                                                   | 23,87      |
| 400 метрів                | Тіффані Сілва Марінью Бразилія                                                           | 52,65            | Анджі Меліса Паласіос Колумбія                                                          | 52,86      | Єніфер Паділья Гонсалес Колумбія                                                                | 53,03      |
| 800 метрів                | Дебора Родрігес Уругвай                                                                  | 2.03,38          | Флавія Марія де Ліма Бразилія                                                           | 2.05,00    | Андреа Фостер Гаяна                                                                             | 2.05,93    |
| 1500 метрів               | Хоселін Брея Венесуела                                                                   | 4.15,05          | Марія Пія Фернандес Уругвай                                                             | 4.15,27    | Маріана Бореллі Аргентина                                                                       | 4.15,61    |
| 5000 метрів               | Едімар Брея Венесуела                                                                    | 15.47,16         | Флоренсія Бореллі Аргентина                                                             | 15.47,46   | Хоселін Брея Венесуела                                                                          | 15.48,24   |
| 10000 метрів              | Едімар Брея Венесуела                                                                    | 34.05,25         | Сільвія Ортіс Еквадор                                                                   | 34.06,61   | Хоселін Камарго Альяга Болівія                                                                  | 34.09,54   |
| 100 метрів з бар'єрами    | Кетілей Батіста Бразилія                                                                 | 12,96w           | Діана Басалар Перу                                                                      | 13,47w     | Дженея Мак-Каммон Гаяна                                                                         | 13,63w     |
| 400 метрів з бар'єрами    | Марія Гонсалес Колумбія                                                                  | 55,68            | Валерія Кабезас Каракас Колумбія                                                        | 57,56      | Каєнне да Сілва Бразилія                                                                        | 57,78      |
| 3000 метрів з перешкодами | Татьяне Ракел да Сілва Бразилія                                                          | 9.38,71          | Сімоне Понте Феррас Бразилія                                                            | 9.45,15    | Белен Касетта Аргентина                                                                         | 9.45,79    |
| 4×100 метрів              | БразиліяВіда Аурору Каетану Ана Клаудія Лемус Ана Кароліна Азеведу Мікаела Роза ді Меллу | 44,91            | КолумбіяВалерія Кабезас Каракас Шарі Валлесілья Грегорія Гомес Наталія Кароліна Лінарес | 45,61      | ЕквадорХінхер Кінтеро Катерін Чильямбо Ніколь Кайседо Марісоль Ландасурі                        | 45,66      |
| 4×400 метрів              | КолумбіяАнгі Меліса Паласіос Роза Ескобар Мелісса Гонсалес Евеліс Хасмін Агілар          | 3.31,04          | ЧиліСтефані Сааведра Хосе Марія Ечеверрія Марія Фернанда Маккенна Мартіна Вейл          | 3.34,89    | БразиліяТабата Віторіну ді Карвалью Флавія Марія ді Ліма Марія Вікторія ді Сена Каєнне да Сілва | 3.36,40    |
| Ходьба 20000 метрів       | Гленда Морехон Еквадор                                                                   | 1:29.24,61 AR CR | Еріка Роша ді Сена Бразилія                                                             | 1:30.51,97 | Маріца Гуаман Еквадор                                                                           | 1:32.46,25 |
| Стрибки у висоту          | Хенніфер Родрігес Колумбія                                                               | 1,89             | Валділея Мартінс Бразилія                                                               | 1,86       | Хойс Мікольта Еквадор                                                                           | 1,83       |
| Стрибки з жердиною        | Стефані Кастільйо Бразилія                                                               | 4,30             | Ізабел ді Квадрус Бразилія                                                              | 4,00       | Алехандра Аревало Перу                                                                          | 4,00       |
| Стрибки в довжину         | Летісія Ору Мелу Бразилія                                                                | 6,63             | Еліане Мартінс Бразилія                                                                 | 6,57       | Наталі Аранда Панама                                                                            | 6,34       |
| Потрійний стрибок         | Кейла Коста Бразилія                                                                     | 13,67            | Люба Марія Сальдівар Еквадор                                                            | 13,58      | Габріеле Соуза дус Сантус Бразилія                                                              | 13,45      |
| Штовхання ядра            | Лівія Авансіні Бразилія                                                                  | 17,34            | Аямара Еспіноса Венесуела                                                               | 16,95      | Івана Гальярдо Чилі                                                                             | 16,94      |
| Метання диска             | Ізабела да Сілва Бразилія                                                                | 62,18            | Карен Гальярдо Чилі                                                                     | 59,72      | Лідіане Мілена Кансіан Бразилія                                                                 | 55,61      |
| Метання молота            | Маріана Грасієллі Марселіно Бразилія                                                     | 66,16            | Маріана Гарсія Чилі                                                                     | 63,20      | Олександра Гавірія Майра Колумбія                                                               | 62,46      |
| Метання списа             | Лейла Феррер е Сілва Бразилія                                                            | 59,97            | Марія Луселлі Мурільйо Колумбія                                                         | 59,92      | Жусілене Салес ді Ліма Бразилія                                                                 | 59,65      |
| Семиборство               | Евеліс Хасмін Агілар Колумбія                                                            | 6165 CR          | Синістерра Марта Валерія Араухо Колумбія                                                | 5866       | Раяне Васконселос Бразилія                                                                      | 5821       |

### Змішана дисципліна
| Дисципліна   | Золото                                                                                               | Золото  | Срібло                                                                   | Срібло  | Бронза                                                                         | Бронза  |
| ------------ | --- | ------- | ------------------------------------------------------------------------ | ------- | ------------------------------------------------------------------------------ | ------- |
| 4×400 метрів | КолумбіяРауль Ернан Мена Педроса Анджі Меліса Паласіос Єніфер Паділья Гонсалес Ніколас Салінас Сефер | 3.21,38 | АргентинаЛеандро Паріс Марія Аєлен Діого Ноелія Мартінес Еліан Ларрехіна | 3.23,77 | ЕквадорКолорадо Андерсон Вірхінія Елізабет Вільяльба Евелін Меркадо Алан Мінда | 3.27,97 |

## Медальний залік
Команда Бразилії здобула золоті нагороди у 26 з 45 комплектів нагород, що розігрувались на чемпіонаті.
| Місце               | Країна              | Золото | Срібло | Бронза | Загалом |
| ------------------- | ------------------- | ------ | ------ | ------ | ------- |
| 1                   | Бразилія            | 26     | 11     | 12     | 49      |
| 2                   | Колумбія            | 8      | 13     | 3      | 24      |
| 3                   | Венесуела           | 4      | 2      | 3      | 9       |
| 4                   | Еквадор             | 3      | 5      | 8      | 16      |
| 5                   | Чилі                | 2      | 5      | 1      | 8       |
| 6                   | Аргентина           | 1      | 4      | 5      | 10      |
| 7                   | Уругвай             | 1      | 3      | 3      | 7       |
| 8                   | Гаяна               | 0      | 1      | 4      | 5       |
| 9                   | Перу                | 0      | 1      | 3      | 4       |
| 10                  | Болівія             | 0      | 0      | 1      | 1       |
| 10                  | Панама              | 0      | 0      | 1      | 1       |
| 10                  | Суринам             | 0      | 0      | 1      | 1       |
| Загалом (12 збірні) | Загалом (12 збірні) | 45     | 45     | 45     | 135     |

## Командний залік
Команда Бразилії перемогла також і в командному заліку чемпіонату.
| Місце | Країна    | Загалом | Чоловіки | Жінки |
| ----- | --------- | ------- | -------- | ----- |
| 1     | Бразилія  | 246     | 224      | 470   |
| 2     | Колумбія  | 119     | 156      | 275   |
| 3     | Еквадор   | 73,5    | 88       | 162   |
| 4     | Аргентина | 64,5    | 44       | 109   |
| 5     | Венесуела | 43      | 40       | 83    |
| 6     | Чилі      | 40      | 35       | 75    |
| 7     | Уругвай   | 24      | 19       | 43    |
| 8     | Перу      | 13      | 25       | 38    |
| 9     | Гаяна     | 20      | 12       | 32    |
| 10    | Болівія   | 3       | 8        | 11    |
| 11    | Панама    | 2       | 4        | 6     |
| 12    | Суринам   | 4       | 0        | 4     |
| 13    | Парагвай  | 0       | 1        | 1     |

## Трансляція
- День 1 (ранкова сесія) на YouTube
- День 1 (вечірня сесія) на YouTube
- День 2 (ранкова сесія) на YouTube
- День 2 (вечірня сесія) на YouTube
- День 3 на YouTube